# سرفاوية
السرفاوية (الاسم العلمي: Syrphini) هي قبيلة من الحيوانات تتبع فصيلة السرفاوات من الرتبة ذوات الجناحين.

## التصنيف
- قبيلة السرفاوية
  - جنس السرفة